# Львівська обласна рада народних депутатів першого демократичного скликання
Львівська обласна рада народних депутатів першого демократичного скликання — представничий орган Львівської області 1990-1994 років.

## Утворення
1990 рік став роком логічного завершення організаційного оформлення національно-визвольного руху 1988—1990 років, який набув у Галичині тотального характеру, швидко трансформувавшись з культурологічного в політичний. Очолив цю боротьбу Народний рух України. Через громадський тиск, масові політичні акції, тодішня Верховна Рада була змушена піти на поступки та змінити виборче законодавство в бік демократизації (дозволялося незалежне висування альтернативних кандидатів, контроль спостерігачів за процесом виборів тощо). Для участі у виборах на Львівщині був сформований єдиний фронт демократичних сил — Демблок. На виборах 4 та 18 (2-й тур) березня 1990 року Демблок здобув повну перемогу в переважній більшості місцевих рад на Галичині. Серед новообраних депутатів Львівської обласної Ради народних депутатів XXI-го скликання (така була першопочаткова офіційна її назва) з 200 депутатів лише кілька дотримувалося прокомуністичних поглядів, переважна ж більшість стояла на засадах національної демократії.

## Початок роботи
Перша сесія Львівської обласної Ради народних депутатів XXI-го скликання розпочала свою роботу 9 квітня 1990 року в приміщенні Львівського театру опери та балету імені І. Франка. На відзнаку того, що даний склад ради був обраний на справді демократичних, альтернативних (вперше в історії!) виборах, було прийнято рішення запровадити новий порядок обчислення скликань. З цього моменту, вперше в Україні, розпочався відлік «демократичних скликань», і Львівська обласна рада першого демократичного скликання отримала свою назву.
Відкрив першу сесію старійший депутат ради Павло Скочій (на той момент йому виповнилося 65 років). Офіційно ще не відкриваючи сесію, Скочій промовив переднє слово, запропонував вшанувати хвилиною мовчання пам'ять полеглих у боях та від репресій. Потім запропонував ще перед відкриттям сесії підняти над приміщеннями оперного театру та сесійного залу ради синьо-жовтий прапор. Цю високопочесну місію він доручив виконати депутатам: Петрику Олегу, Чабану Орестові, Герману Сергію, Парубію Андрієві. Після підняття прапорів сесія прочитала «Отче наш» та вислухала гімн «Ще не вмерла Україна» у виконанні оркестру академічного театру. За цим сесія була оголошена відкритою. Слід зауважити, що на той час, ні синьо-жовтий прапор, ні гімн «Ще не вмерла…» ще не були запроваджені в офіційний вжиток та не мали жодного нормативного підґрунтя. І таке підґрунтя вперше отримали саме внаслідок наступних рішень ради.
Першим рішенням ради стало прийняття Відозви до народу, в якій висловлювалася вдячність виборцям революційної Львівщини, давалася негативна оцінка радянському минулому, обіцянка дотримуватися курсу на революційні зміни, незалежну демократичну Українську Державу. Текст відозви зачитав В'ячеслав Чорновіл. Проти Відозви проголосувало 3 депутати, утрималося — 5. Саме у Відозві скликанню було дано назву «першого демократичного», і саме з моменту її прийняття рада набула відповідного імені (за що було ще раз, тут же, проголосовано окремо, проти проголосувало 7 депутатів).

## Керівництво
На посаду голови ради було висунуто 7 кандидатів. 4 зняли свої кандидатури. В список для таємного голосування було внесено кандидатури В'ячеслава Чорновола, Нестора Гнатіва та Миколи Бойка. Обраним було визнано В'ячеслава Чорновола (за — 141, проти — 41).
До складу Президії ради, окрім голови, увійшли: Іван Гель — заступник голови; Микола Горинь — заступник голови; Степан Давимука — голова облвиконкому; Євген Гринів — голова обласного комітету народного контролю; голови постійних комісій: Василь Базів — голова постійної комісії з питань інформації та вивчення громадської думки, Орест Чабан — голова постійної комісії мандатної та у справах депутатської діяльності, Степан Бедрило — голова постійної комісії з проблем села і сільського господарства, Лев Захарчишин — голова постійної комісії з питань екології та природокористування, Юрій Зима голова постійної комісії з промисловості, Ігор Калинець — голова постійної комісії у справах культури, духовного та національного відродження, Євген Ковальчук — голова постійної комісії з освіти та науки, Володимир Комар — голова постійної комісії з торгівлі, громадського харчування та сфери послуг, Роман Копись — голова планово бюджетної голова постійної комісії, Олександр Кривенко — голова постійної комісії у справах молоді, Павло Скочій — голова постійної комісії з охорони здоров'я, фізичної культури та соціального забезпечення, Дарій-Любомир Футорський — голова постійної комісії з питань законності та прав громадян, Михайло Швайка — голова постійної комісії з питань економічної реформи та форм власності, Михайло Батіг — редактор газети «Молода Галичина», Михайло Бойчишин — голова Шевченківського райвиконкому м. Львова, Йосип Лось — голова постійної комісії з питань реабілітації та відшкодувань, Ігор Мельник — голова постійної комісії з проблем місцевого самоврядування, Іван Могитич — голова постійної комісії з архітектури та будівельної індустрії, Михайло Павлишин — голова постійної комісії з військових питань, Михайло Присяжний — голова постійної комісії з житлово-комунального господарства, шляхів транспорту та зв'язку, Мирон Бучацький — лікар санаторію, Нестор Гнатів — адвокат, Мирослав Мелень — працівник комбінату благоустрою, Володимир Парубій — заступник голови Львівського міськвиконкому, Степан Слука — голова Червоноградської міської ради.

## Телетрансляція
Одним з феноменів першого скликання стала безпрецедентна цікавість населення Львівщини до перебігу сесії. Оскільки сесія транслювалася в прямому ефірі, за її перебігом намагалася слідкувати переважна частина виборців. Виступи депутатів, рішення сесії жваво обговорювалися в кожному товаристві. Це пояснюється рядом факторів. По перше, ще не спала хвиля «революційного» захвату і багато кому хотілося в реальному часі спостерігати за втіленням революційних ідей. По друге, колишня радянсько-комуністична система створила справжній інформаційний вакуум в засобах масової інформації, а особливо — на телебаченні. В цих умовах трансляція сесії виконувала роль багатьох сучасних телепрограм одночасно — розважальних і політичних ток-шоу, інформаційних випусків (оскільки жваво реагувала відповідними зверненнями на актуальні політичні події) тощо. Можна сказати, що як телепрограма, трансляція сесії була поза конкуренцією з іншими продуктами тодішнього телебачення. Такого депутатського «телемарафону», не знала ще жодна область країни Перша частина першої сесії (квітень — початок травня) тривала у «живому» ефірі 63 години, а тривалість відеорепортажів у нічний час становила 42 години.
Подібна популярність не пройшла поза увагою радянського керівництва, і Держтелерадіо УРСР висунуло цілком справедливу і об'єктивну (як на сьогоднішній час) вимогу щодо оплати трансляції. Як тільки на сесії було оголошено про відповідну вимогу, по області розпочався масовий збір пожертв на оплату трансляції сесії. Прикметно, що ніхто нікого не змушував брати участь в цій акції, тим більш вражаючими виглядають її масштаби. Гроші несли постійно, як правило готівкою, передаючи їх навіть через випадкових осіб безпосередньо в зал, де тривала сесія. В перервах між виступами депутатів, головуючий оголошував найбільш знакові пожертви та звернення, якими вони супроводжувалися. Інколи це дійсно нагадувало шоу і виглядало дещо комічно. Для організації прийому коштів, їх обліку та здачі в банк була організована спеціальна комісія, яку очолив Костянтин Назаренко. В день надходило від 50 до 100 тисяч і більше радянських карбованців. В одній передачі могло міститися від 50 крб. до кількох тисяч. За час першої частини першої сесії надійшло 2 мільйони 769 тисяч крб. За трансляцію було сплачено 177 тисяч 439 крб. І хоч голова оголосив, що більше коштів не потрібно, вони ще якийсь час продовжували надходити.

## Путч
В період серпневого путчу в Москві керівництво ради виглядало дещо розгубленим, видавалося, що воно зайняло вичікувальну позицію. Можливо, це було пов'язано з орієнтацією на вказівки з Києва. Принаймні громадський актив, який всіляко підтримував нову владу і готовий був виступити на її захист у довільних формах, очікував від влади якихось чітких інструкцій, як діяти в тій чи іншій ситуації. Заклики керівництва до спокою не давали відповіді, що робити, якщо завтра на вулицях з'являться танки і розпочнуться масові арешти. За умов, коли в Росії, а особливо в Москві, йшли масові акції, які, врешті і призвели до падіння ДКНС, вичікувальна позиція виглядала як фактичне потурання путчу чи смертельний переляк. Особливо дивно така позиція виглядала для «революційної» Львівщини. За відповідну пасивність керівництво ради було справедливо і дошкульно розкритиковано в газеті «Пост-Поступ». Циркулювали чутки, які навіть були втілені у відповідні письмові звернення, про створення «Комітету громадської згоди», в який входять голови всіх громадсько-політичних демократичних сил, і якому передаються всі повноваження ради, у випадку неможливості її функціонування. За неможливості діяльності і цього органу, всі повноваження мали передаватися В'ячеславу Чорноволу, як його очільнику та голові ради. Однак жодних підтверджень ця чутка пізніше не знайшла — рада не збиралася на жодне засідання, щоб підтвердити передачу своїх повноважень органу, який може більш ефективно діяти в умовах надзвичайного стану (багатьох депутатів потім дивувало, що з приводу путчу не було скликано не те що сесії, а й навіть президії ради). Не існує жодного офіційного свідчення, яке б підтвердило цю чутку. Втім, одразу після провалу путчу, керівництво ради різко активізувалося. Зранку, 22 серпня, депутатський та громадський актив захопили обком КПУ. Там виявилися незнищенними закодовані перфострічки всіх наказів ДКНС. За випадковим збігом обставин начальник секретного відділу обкому на ті дні взяв відпустку й не знищив перфострічок, як цього вимагала інструкція. Керівники Львівської обласної ради виявилися єдиними в СРСР, хто мав весь набір матеріалів, які доводили участь партійних органів в організації й проведенні путчу. На основі цих доказів Комуністична партія була заборонена в Україні і в Росії.

## Діяльність
Перемога на початку 1990 року об'єднаних демократичних сил створила на Львівщині особливу ситуацію. Регіон став базою національно-визвольного руху, метою якого було здобуття незалежності України. Перед демократичними силами Львівщини постали якісно нові завдання:
- у найстисліші терміни перейти з режиму опозиційної боротьби за владу в конструктивний режим формування міцних владних структур, здатних не лише вистояти в умовах внутрішньої та зовнішньої блокади і всіляких утисків з боку тоді комуністичних центрів Москви та Києва, але й очолити реформаторський та національно-визвольний рух в Україні;
- об'єднати всі демократичні сили й владу в Галичині (ідея Галицької Асамблеї);
- мобілізувати сили й ресурси для стимулювання й поширення національно-визвольного руху на всю Україну;
- завдання форсованої розбудови в Галичині фрагменту Української Держави на засадах демократії та ринкової економіки.

Можна стверджувати, що все політичне життя на Львівщині, з моменту початку першої сесії, очолила Львівська обласна Рада.
Перші рішення ради стосувалися найбільш наболілого й очікуваного: про національну символіку й національні свята, землю, власність, багатопартійність, департизацію підприємств і організацій, деідеологізацію й декомунізацію, місцевий час, визнання ветеранів УПА ветеранами війни та інші. Ці рішення були доленосними не лише для Галичини, але й для всієї України, зіграли фундаментальну роль в орієнтації всього українського суспільства. Вони були також найреволюційнішими в тодішньому Союзі. Це було зумовлено ще й тим, що Москва не могла ігнорувати Київ, а Київ був обеззброєний масштабністю масових процесів на Львівщині. Невдалі спроби погасити полум´я народного протесту лише підливали масла у вогонь. Найбільше враження на центр справили 250-тисячний похід за легалізацію греко-католицької церкви та перемога опозиційних сил на виборах 1990 року.
Серед історичних, важливих і просто цікавих рішень ради можна виділити: «Про розмежування функцій радянських і партійних органів» від 24.04.1990, «Про проголошення Української національної символіки та національного гімну офіційно прийнятими на території Львівської області», «Положення про український національний прапор», «Про святкування національних та основних релігійних свят на території Львівської області» від 28.04.1990, «Про встановлення поясного часу на Львівщині» від 08.05.1990 р.
Перед керівництвом ради та обласного виконавчого комітету, постала проблема формування авторитетного регіонального уряду, здатного розробити й реалізувати таку стратегію й тактику виконавчої влади, яка б у тодішніх складних умовах політичної та ідеологічної боротьби дозволила не лише уникнути безкомпромісної, смертельної на той час, конфронтації з силовими та виробничими структурами, але й започаткувати та поглиблювати тенденції до співробітництва й залучення їх до національного руху. Для всіх структур було необхідним сформувати чітку внутрішню еволюцію: від опозиції через нейтралітет до підтримки.
Особливості ситуації й характер роботи обумовлювали для облради специфічний комплекс вимог до кандидатів на керівні посади в області. Питання люстрації жорстко не ставилося. Хто у силу багатьох обставин тодішнього життя мав партійний квиток КПРС лише як допуск до професійної роботи й прогресивно зарекомендував себе в процесах 1989—1990 рр. отримував шанси залишитися на посаді, чи, навіть, підніматися вгору по кар'єрній драбині. Це було зумовлено ще й тим, що за короткий час (неповних два роки), демократичні сили не встигли створити стійких організаційних структур і виховати в необхідній кількості власні кадри, особливо середньої й нижньої ланок.
У сфері економіки в області був проголошений режим усебічної й скоординованої підготовки до переходу на ринкові відносини шляхом створення регіональних ринків житла, товарів, фінансів, цінних паперів і праці, передачі майна в колективну, насамперед акціонерну, і приватну власність, раціонального використання всього потенціалу території із забезпеченням соціального захисту населення. Уже 20 вересня 1990 р. на другій сесії обласної ради було схвалено Концепцію формування елементів ринкової економіки у Львівській області. Стосовно власності в концепції задекларовано необхідність її роздержавлення, переходу більшої частини державної власності у власність громадян і виробничих колективів, що повинно зруйнувати фундамент командно-адміністративної системи. Були визначені фінансово-кредитні механізми, територіальна ринкова інфраструктура, система соціального захисту, а також етапність.
Практично до кінця 1991 р. обласна власність формувалася вольовими рішеннями обласного виконавчого комітету про передачу майна. За винятком декількох випадків, центральні відомства в конфлікт не вступали.
У результаті довготривалих обговорень, гарячих дебатів і суперечок вималювалися основні риси так званої «Львівської моделі» аграрної реформи. З метою прискорення реформи були створені обласні Земельний центр та Центр приватизації в АПК.
Львівська модель лягла в основу відповідних указів Президента та Законів України. Вона також була впроваджена і в Росії. Найбільший вклад в її розробку внесли перший заступник голови облвиконкому Леонтій Дунець та професор Львівського національного університету ім. Івана Франка Іван Михасюк.
У той же час були розроблені програми реформування житла, пенсійної системи, які набули загальноукраїнського масштабу й реалізуються до сьогодні.
У реформуванні промисловості рада керувалася принципами розбудови національної економіки. Ураховуючи особливості, характер і масштаби підприємств, було розроблено біля 80-ти галузевих, міжрегіональних і загальнонаціональних програм.
Переважна більшість рішень обласної ради (~80 %) стосувалась економіки. Це були сотні й сотні ухвал.
До кінця 1990 року ситуація в області вже контролювалась в повній мірі. Значного успіху було досягнуто в стосунках з командуванням ПрикВО і військових частин. Лише Львівська область, перша і єдина в Радянському Союзі поставила й вирішила питання про повернення своїх військовиків з гарячих точок, а пізніше — про військову службу лише в Україні.
Львівська обласна рада першого демократичного скликання відіграла непересічну історичну роль не лише в історії України, а й в історії колишнього Радянського Союзу, а отже і у світовій історії.
18 вересня 2004 р. було скликано збори депутатів Львівської обласної ради І демократичного скликання, на яких було утворено Асоціацію депутатів першого демократичного скликання Львівщини.